# 格奥尔格·卡尔·弗里德里希·库诺夫斯基
格奥尔格·卡尔·弗里德里希·库诺夫斯基 （德語：Georg Karl Friedrich Kunowsky，1786年3月3日—1846年12月23日）是一位德国律师，也是一位有才华的业余天文学家。
他曾使用一架由约瑟夫·夫琅和费制作的11厘米消色差折射望远镜对火星进行了观察，这是消色差折射文望远镜首次被用于对行星的观察，这对早期使用折射望远镜的观察者们来说是一次重大的突破。
如同他前面的威廉·赫歇尔，库诺夫斯基也认为火星上所看到的斑块是它的表面特征而不是云朵或其他瞬态特征，这与约翰·希罗尼穆斯·施罗特等观察者得出的结论正相反。 
他还对月球进行过观测，是独立发现1835年哈雷彗星回归的数名天文学家之一。 
月球上的库诺夫斯基陨石坑（1935年）和火星上的库诺夫斯基撞击坑（1973年）就是以他的名字命名的。

## 备注
1. ↑  . USGS Gazetteer of Planetary Nomenclature Feature Information.   [2008年7月19日]. （原始内容存档于2009年12月25日）.